# Metapenaeopsis novaeguineae
Metapenaeopsis novaeguineae är en kräftdjursart som först beskrevs av William Aitcheson Haswell 1879.  Metapenaeopsis novaeguineae ingår i släktet Metapenaeopsis och familjen Penaeidae. Inga underarter finns listade i Catalogue of Life.